# Нуждин, Сидор Евстигнеевич
Сидор Евстигнеевич Нуждин — советский хозяйственный и государственный деятель, Герой Социалистического Труда.

## Биография
Родился в 1909 году в деревне Васильевка. Член КПСС.
В 1929—1935 — каменщик на строительстве Уралмаша.
В 1935—1941 — каменщик строительных управлений в городе Саранске.
В 1941—1964 — каменщик строительного треста № 13 Мордовского совнархоза.
В 1964—1969 — инструктор кирпичной кладки СУ-5 треста «Мордовпромстрой»
Указом Президиума Верховного Совета СССР от 9 августа 1958 года присвоено звание Героя Социалистического Труда с вручением ордена Ленина и золотой медали «Серп и Молот».
Делегат XXII съезда КПСС.
Умер в 1976 году в Саранске.
Почётный гражданин города Саранска.

## Награды и звания
- Герой Социалистического Труда (09.08.1958)
- Орден Ленина (09.08.1958)
- Орден Трудового Красного Знамени (09.02.1950, 06.12.1957)